# Панаир в Амантеа
Панаирът в Амантеа (на италиански: Fiera di Amantea) е ежегоден търговски празник, който се провежда в центъра на Амантеа, Италия, на главната улица „Реджина Маргарита“. Събитието продължава 6 дни от първия уикенд на ноември и е организирано от общинската администрация заедно с комерсиалните асоциации .
По време на панаира, между традициите и фолклора, улиците се превръщат в отворен пазар с над 500 щанда за традиционни храни, дрехи и бижута.

## История
Панаирът в Амантеа се провежда от повече от 500 години и представлява най-старото събитие в града. Точната дата на първото издание на панаира не може да бъде посочена, нито икономическото въздействие на събитието в града.
Същевременно съществуват доказателства, че Панаирът в Амантеа се е провеждал от XVI в. насам. В документ от 31 януари 1529 г. създаден от Филиберто Шалон, управител на Оранж, наместник от Неапол, откриваме административни и правни норми, създадени за Панаира в Амантеа.
В началото на 1900 г., панаирът е официално преименуван на Панаирът на мъртвите и датите на събитието биват определени да бъдат от 27 октомври до 2 ноември.
Амантеа винаги е представлявала място за запознанства, обмен и търговия за региона Калабрия. Занаятчии от целия район както и от Мецоджорно се събират в Амантеа, за да представят и продават техните майсторски приготвени продукти (земеделски продукти, занаятчийски продукти, производство на майстори от Калабрия, от Италия като цяло или даже от цял свят, сладкарски изделия, домакински уреди, дрехи, кожени изделия, обувки, керамика, бижута, играчки и др. ) 

## Панаирът в Амантеа днес
Сред всички събития, които се състоят в Амантеа през цялата година, панаирът привлича най-много посетители. 
За жителите на Амантеа това представлява един повод за общуване и за празнуване на традицията. В днешно време Панаирът не е само едно търговско събитие, а най-вече един празник, който принадлежи към историческата памет на общността. 